# أبترون
إي إم دي أبترون هو معالج إكس 86 السابق لخادم إي إم دي AMD والمعالج الدقيق لمحطة العمل وكان المعالج الأول الذي دعم بنية مجموعة التعليمات إكس86-64 (المعروفة بشكل عام باسم إكس86-64 أو AMD64).
شكّلت الانطلاقة الحتمية لبنية المعالجات ثنائية النواة dual-core التي تعتمد نظام الحوسبة bit64 أحد ابرز الأحداث التي اطل بها العام 2005 في مجال تصنيع المعالجات، فعلى الرغم من الصعوبات الكثيرة التي منعت من انتشار هذه المعالجات على مستوى الأجهزة المكتبة desktop بشكل واسع، فإن أكبر شركات تصنيع المعالجات مثل Intel وAMD كانت قد عقدت آمال كبيرة على هذه الطريقة لزيادة أداء وفاعلية الأنظمة التي تعتمد المعالج ثنائي النواة. لقد كانت الفكرة وراء المعالجات ثنائية النواة أنه من الناحية الفيزيائية سيكون لدينا معالج واحد متوضع على شريحة نصف ناقلة وحيدة ويقوم بنفس الدور الذي يمكن أن يقوم به معالجان موصولان معاً على نفس المنصة، لكن هذا المعالج سيحتوي في بنيته على نواتان { {Dual-Core، وسيبدو الأمر كما لو أننا نمتلك معالجان متوضعان داخل شكل فيزيائي لمعالج واحد..
بنية المعالج ثنائي النواة من AMD:
تعتمد بنية المعالج ثنائي النواة من أدفانسد مايكرو دفايسز على تزويد كل نواة بوحدات تنفيذ مستقلة، وذاكرة سريعة من المستوى الثاني L2 cache بمقدار 1 MBخاصة بكل نواة، وهو أمر بالغ التعقيد حيث سيتوجب على مهندسي الشركة أن يعيروا مزيداً من الانتباه لعملية التنسيق بين هاتين النواتين، بالنسبة لعملية مشاركة الموارد، قامتAMD بتضمين جميع الوحدات الأخرى التي ستؤدي مهام الجسر الشمالي North Bridge في بنية المعالج(الجسر الشمالي مسئول عن نقل المعلومات والاتصال ما بين المعالج والذاكرة وكرت الشاشة)، ويحتوي المعالج على واجهة ثنائية المنفذ من أجل التحكم بطلبات النظام dual-port System Request Interface تؤمن ربط النواتان على شريحة سيليكونية واحدة، والتنسيق بينهما.
هناك أيضاً مفتاح متصالب على شكل أنبوب Crossbar Switch سيربط نواتي المعالج مع كل من الموارد المشتركة والموارد التي ستشارك بين النواتين(ممكن أن تصل إلى ثلاث ممرات نقل ومتحكم وحيد بالذاكرة).
وباختصار: فإن معالج AMD ثنائي النواة يحتوي على ذاكرة cache خاصة بكل نواة، لكن بنفس الوقت هو مجهزا بمتحكم واحد فقط بالذاكرة يعمل مع كلا النواتين.
المعالجات ثنائية النواة الأولى منAMD تم تصنيعها اعتماداً على تقنية التصنيع 90 نانومتر (65 nm ستطرح قريبا) التي كانت الشركة قد انتقلت إليها خلال الربع الثالث من العام الماضي. يمكننا ملاحظة انه حتى الآن لم يطرأ أي تبدّل مفاجئ في معمارية المعالج مقارنة مع المعالجات الحديثة التي تعتمد بنية 64bit من AMD، هذا يعني أن المعالجات ثنائية النواة الأولى منAMD تملك الكثير من سمات معالجات AMD 64 من حيث البنية، وبتفصيل أكثر: فإن المعالج ثنائي النواة سيستخدم ممر نقل بتردد 1 GHz يوصل مع الشريحة، إضافةً على قناة للتعامل مع الذاكرة متوافقة للعمل مع النوع SDRAM وDDR من الذواكر. فقط وبسبب غياب أي ابتكار جديد على مستوى الواجهة التي تؤمن عمليات النقل الفيزيائي بين المعالج وبقية أجزاء الحاسب، فإن هذه المعالجات تم تصنيعها مبدئياً لتتلاءم مع المنصات الحالية المستخدمة من اجل المعالجات أحادية النواة من نوع Athlon 64 وOpteron وستكون عملية تحديث البيوس الأمر الوحيد الذي سيلزم هذه المنصات لكي تؤمن الدعم الكامل للمعالجات ثنائية النواة. حيث أن أول معالج قامت AMD بإطلاقه من نوع Athlon 64 الخاص بالأجهزة المكتبية، ومعالج Opteron الخاص بالمخدمات خادم (توضيح).
إن معالج Opteron dual core هو الأكثر شيوعا حاليا في عائلة Opteron وأصبح متوفر في أواخر سنة 2005.
يمتلك معالج Opteron العديد من الميزات المتوفرة أيضا في ال modern RISC processors : فهو يمتلك عدد مضاعف من وحدات الفاصلة العائمة multiple floating-point units)) كما يستطيع إصدار 9 تعليمات تصدر متزامنة، في الحقيقة فإن بنية هذا المعالج ونواته مشابه جدا ل Athlon processor
يمتلك معالج AMD Opteron ثلاثة أزواج من وحدات تنفيذ الأعداد الصحيحة ووحدات الAddress Generation بواسطة 24 مدخل للقيام بعمليات الأعداد الصحيحة وحساب العناوين كما أنه كلا الInteger Scheduler وال Floating-Point Scheduler تغذيها 96 وحدة تحكم ومراقبة دخول التعليمات التي تتلقى تعليمات من مفكك ترميز التعليمات الinstruction decoders
الميزة الهامة والممتعة في معالجات AMD Opteron هي pre-decoding of x86 instruction ميزة فك التشفير للتعليمات بطول ثابت والتي تدعى(مجموعة تعليمات بنية الحاسب Operations (ROPs حيث يمكن أن تخزن في خابية خاصة تدعى Pre-decode Cache تؤمن هذه الميزة سرعة أكبر كما تؤمن تدفق العديد من التعليمات الثابتة إلى مفكك ترميز التعليمات.
تسمح وحدات الفاصلة العائمة بتنفيذ التعليمات غير المرتبة بواسطة FPU Stack Map وRename unit فهي تستقبل تعليمات الفاصلة العائمة من وحدة التحكم وتعيد ترتيبها إن لزم قبل تسليمها إلى ال FPU Scheduler ،سجلات الفاصلة العائمة هي 88 فهي تقترب من عدد السجلات المتوفرة في معالجات ال RISC
إن جزء الفاصلة العائمة في الAMD Opteron يتألف من ثلاثة وحدات Floating Store unit : والتي تخزن نتائج التحميل \التخزين للرتل Queue Unit وال Floating Add وال Multiply units والتي تعمل بشكل متوازي تردد ساعة العمل هي حوالي 2.2-2.8 GHz مما يجعل الOpteron بديل لمعالجات RISC التي ماتزال متاحة ومتوفرة حتى الآن.